# Industrieterrein Zesweg
Industrieterrein Zesweg is een statistische CBS-wijk en bedrijventerrein in het oosten van de gemeente Wijchen. De wijk telt 360 inwoners.